# Воррентон (Джорджія)
Воррентон (англ. Warrenton) — місто (англ. city) в США, в окрузі Воррен штату Джорджія. Населення — 1744 особи (2020).

## Географія
Воррентон розташований за координатами 33°24′22″ пн. ш. 82°39′56″ зх. д. / 33.40611° пн. ш. 82.66556° зх. д. (33.406073, -82.665431).  За даними Бюро перепису населення США в 2010 році місто мало площу 4,98 км², з яких 4,93 км² — суходіл та 0,06 км² — водойми.

## Демографія
Згідно з переписом 2010 року, у місті мешкало 1937 осіб у 730 домогосподарствах у складі 500 родин. Густота населення становила 389 осіб/км².  Було 871 помешкання (175/км²).
Расовий склад населення:
| - 70,6 % — чорних або афроамериканців - 27,2 % — білих - 0,8 % — азіатів - 0,3 % — корінних американців |

До двох чи більше рас належало 0,6 %. Частка іспаномовних становила 1,3 % від усіх жителів.
За віковим діапазоном населення розподілялося таким чином: 27,2 % — особи молодші 18 років, 54,1 % — особи у віці 18—64 років, 18,7 % — особи у віці 65 років та старші. Медіана віку мешканця становила 38,2 року. На 100 осіб жіночої статі у місті припадало 74,2 чоловіків;  на 100 жінок у віці від 18 років та старших — 67,2 чоловіків також старших 18 років.
Середній дохід на одне домашнє господарство  становив 38 273 долари США (медіана — 18 472), а середній дохід на одну сім'ю — 49 925 доларів (медіана — 28 750). За межею бідності перебувало 45,2 % осіб, у тому числі 73,3 % дітей у віці до 18 років та 27,2 % осіб у віці 65 років та старших.
Цивільне працевлаштоване населення становило 684 особи. Основні галузі зайнятості: виробництво — 31,9 %, освіта, охорона здоров'я та соціальна допомога — 17,3 %, роздрібна торгівля — 10,5 %, публічна адміністрація — 9,4 %.